# Ельбрус 2000
Ельбрус 2000 (E2K) — «сучасний» російський мікропроцесор з архітектурою VLIW, розроблений російською компанією МЦСТ. Замислювався як подальший розвиток архітектури Ельбрус-3 в мікропроцесорному виконанні. Використовує технологію двійкової компіляції для сумісності з платформою x86.

## Виробництво
Виготовляється з 2008 року за технологією 130 нм. на заводі TSMC на Тайвані на основі бібліотеки типових елементів.
З 2009 року планувалось розпочати виробництво мікропроцесорів на заводі в Зеленограді (адміністративний округ міста Москва) на заводі компанії «Ангстрем», обладнання якого призначене для роботи за 130-нм технологічним процесом і являє собою демонтоване та морально застаріле устаткування заводу Fab 30 компанії AMD. Ці плани були реалізовані лише наприкінці 2014 року, коли процесор версії Эльбрус-2С+ був зібраний на заводі «Мікрон» в Зеленограді за 90-нм технологією.